# Éléonore de Normandie
Éléonore de Normandie (v. 1010 – v. 1071) fille de Richard II de Normandie et de Judith de Bretagne, comtesse de Flandre par son mariage avec Baudouin IV de Flandre.

## Famille
Elle a 4 frères et sœurs : 
- Richard, futur duc Richard III de Normandie ;
- Robert, futur duc Robert le Magnifique ;
- Guillaume de Fécamp, moine à Fécamp ;
- Adélaïde (v.1005-1038) épouse du comte Renaud Ier de Bourgogne et grand-mère du pape Calixte II.

Elle a aussi au moins 2 demi-frères issus d'une union de son père, après la mort de sa mère, avec Papie (ou Papia), « frilla » (concubine à la manière danoise), issue d'une famille puissamment implantée en Talou :
- Mauger de Rouen, archevêque de Rouen ;
- Guillaume d'Arques, comte d'Arques.

(Il est probable que le duc Richard II de Normandie a eu beaucoup plus de concubines et de bâtards)

## Mariage et descendance
Vers 1031, Éléonore épouse Baudouin IV le Barbu, comte de Flandres. Ils eurent 2 enfants :
- Judith de Flandre (1037 † 1094), mariée en 1058 à Tostig Godwinson († 1066), comte de Northumbrie, puis vers 1071 Welf I († 1101), duc de Bavière ;
- Une fille, mariée en 1033 ou 1034 avec Régnier de Louvain, châtelain d'Ename, fils du comte Lambert Ier de Louvain.